# Anthaxia farinigera
Anthaxia farinigera es una especie de escarabajo del género Anthaxia, familia Buprestidae. Fue descrita científicamente por Kraatz in Heyden & Kraatz en 1882.